# Supercoppa turca 2024 (pallavolo femminile)
La Supercoppa turca 2024, 15ª edizione della supercoppa nazionale di pallavolo femminile, si è svolta il 16 ottobre 2024: al torneo hanno partecipato due squadre di club turche e la vittoria finale è andata per la quinta volta al Fenerbahçe.

## Regolamento
La formula ha previsto una gara unica.

## Squadre partecipanti
| Squadra    | Qualificazione                                             |
| ---------- | ---------------------------------------------------------- |
| Eczacıbaşı | Finalista Coppa di Turchia 2023-23                         |
| Fenerbahçe | Vincitrice Sultanlar Ligi 2023-23/Coppa di Turchia 2023-23 |

## Torneo
| 16 ottobre 2024 Burhan Felek Spor Salonu, Istanbul Durata: 1h:50 - Spettatori: ? | Fenerbahçe | 3 - 1 | Eczacıbaşı | 25-23, 22-25, 25-17, 25-18 |